# Надмірні виробничі потужності
Надмірні виробничі потужності (Excess Capacity) — 
1. Різниця між фактичним випуском продукції та максимально можливим виробництвом в масштабах фірми, галузі, сектору або економіки країни в цілому.
2. Сума, на яку фактичний випуск продукції нижчий максимального виробництва на повну потужність і яка відповідає загальним середнім мінімальним витратам на виробництво в короткостроковій перспективі. При ідеальній конкуренції надмірні виробничі потужності можуть існувати тільки короткий час: довгочасна наявність надмірних виробничих потужностей характеризує фірми в умовах монополістичної конкуренції.